# The Blue Note Years
| Recensione | Giudizio |
| ---------- | -------- |
| AllMusic   |          |

The Blue Note Years è una raccolta su CD del pianista jazz francese Michel Petrucciani, pubblicato dalla casa discografica Blue Note Records nel 1993.

## Tracce
Brani composti da Michel Petrucciani, eccetto dove indicato.

### CD
1. Looking Up – 5:44 – Tratto dall'album: Music (1989)
2. September Second – 4:42 – Tratto dall'album: Playground (1991)
3. Miles Davis Licks – 4:27 – Tratto dall'album: Playground (1991)
4. Play Me – 5:16 – Tratto dall'album: Music (1989)
5. Home – 5:26 – Tratto dall'album: Playground (1991)
6. Lullaby – 5:16 – Tratto dall'album: Music (1989)
7. La Champagne – 6:13 – Tratto dall'album: Michel plays Petrucciani (1988)
8. She Did It Again – 4:00 – Tratto dall'album: Michel plays Petrucciani (1988)
9. Our Tune – 6:51 – Tratto dall'album: Pianism (1986)
10. Bimini – 10:05 (James S. Hall) – Tratto dall'album: Power of Three (1987)
11. Brasilian Suite – 6:23 – Tratto dall'album: Michel plays Petrucciani (1988)
12. O Nana Oye – 2:20 – Tratto dall'album: Music (1989)

## Musicisti
Looking Up
- Michel Petrucciani - pianoforte Steinway, sintetizzatore, arrangiamento
- Adam Holzman - sintetizzatore
- Robbie Kondor - sintetizzatore
- Anthony Jackson - basso elettrico
- Lenny White - batteria
- Frank Colon - percussioni
- Michel Petrucciani e Eric Kressmann - produttori
- Tania Maria - arrangiamento percussioni

September Second
- Michel Petrucciani - pianoforte Steinway, sintetizzatore
- Adam Holzman - sintetizzatore, sintetizzatore programming
- Anthony Jackson - basso
- Omar Hakim - batteria
- Steve Thornton - percussioni
- Michel Petrucciani e Eric Kressmann - produttori, arrangiamento

Miles Davis Licks
- Michel Petrucciani - pianoforte Steinway, sintetizzatore
- Adam Holzman - sintetizzatore, sintetizzatore programming
- Anthony Jackson - basso
- Omar Hakim - batteria
- Steve Thornton - percussioni
- Michel Petrucciani e Eric Kressmann - produttori, arrangiamento

Play Me
- Michel Petrucciani - pianoforte Steinway, sintetizzatore, arrangiamento
- Adam Holzman - sintetizzatore
- Robbie Kondor - sintetizzatore programming
- Chris Walker - basso elettrico
- Lenny White - batteria
- Frank Colon - percussioni
- Michel Petrucciani e Eric Kressmann - produttori
- Tania Maria - arrangiamento percussioni

Home
- Michel Petrucciani - pianoforte Steinway, sintetizzatore
- Adam Holzman - sintetizzatore, sintetizzatore programming
- Anthony Jackson - basso
- Omar Hakim - batteria
- Steve Thornton - percussioni
- Michel Petrucciani e Eric Kressmann - produttori
- Michel Petrucciani e Adam Holzman - arrangiamento

Lullaby
- Michel Petrucciani - pianoforte Steinway, sintetizzatore, arrangiamento
- Robbie Kondor - sintetizzatore programming
- Eddie Gomez - basso acustico
- Victor Jones - batteria
- Frank Colon - percussioni
- Michel Petrucciani e Eric Kressmann - produttori
- Tania Maria - arrangiamento percussioni

La Champagne
- Michel Petrucciani - pianoforte, arrangiamento
- Eddie Gomez - basso
- Al Foster - batteria
- Michel Petrucciani e Eric Kressmann - produttori

She Did It Again
- Michel Petrucciani - pianoforte, arrangiamento
- Gary Peacock - basso
- Roy Haynes - batteria
- Michel Petrucciani e Eric Kressmann - produttori

Our Tune
- Michel Petrucciani - pianoforte
- Palle Danielsson - basso
- Eliot Zigmund - batteria
- Mike Berniker - produttore

Bimini
- Michel Petrucciani - pianoforte
- Jim Hall - pianoforte
- Wayne Shorter - sassofono tenore
- David Rubinson e Mary Ann Topper - produttori

Brasilian Suite
- Michel Petrucciani - pianoforte, arrangiamento
- Eddie Gomez - basso
- Al Foster - batteria
- Steve Thornton - percussioni
- Eric Kressmann e Michel Petrucciani - produttori

O Nana Oye
- Michel Petrucciani - pianoforte Steinway, voce, arrangiamento
- Tania Maria - voce
- Adam Holzman - sintetizzatore
- Robbie Kondor - sintetizzatore programming
- Andy McKee - basso acustico
- Victor Jones - batteria
- Frank Colon - percussioni
- Michel Petrucciani e Eric Kressmann - produttori
- Tania Maria - arrangiamento percussioni

Note aggiuntive
- Bernard Ailloud - foto copertina CD
- Nuit de Chine - grafica e design copertina CD[1]